# Dariusz Łatka
Dariusz Łatka (ur. 14 września 1978 w Krakowie) – polski piłkarz. Występował w linii pomocy, jak i zarówno w formacjach defensywnych.

## Życiorys
Dariusz Łatka piłkarską karierę rozpoczynał w Wawelu Kraków. Następnie trafił do Wisły Kraków, w której barwach zadebiutował w Ekstraklasie. Brak miejsca w składzie spowodował, że w rundzie jesiennej sezonu 1998/1999 przebywał na wypożyczeniu w swoim macierzystym zespole. Następnie przez pół roku grał w rezerwach Wisły, a w latach 1999–2001 był zawodnikiem Hutnika Kraków. W 2002 roku trafił do Jagiellonii Białystok, gdzie szybko stał się liderem środka pola. Jego dobra gra spowodowała, że po sezonie 2004/2005 zainteresowanie nim wyrażały klubu z pierwszej ligi polskiej oraz belgijskiej. W lutym 2007 roku dostał wolną rękę w poszukiwaniu nowego pracodawcy. Był bliski powrotu do Wisły, jednak nie doszedł do porozumienia odnośnie do warunków kontraktowych. Po zakończeniu rudny jesiennej sezonu 2008/2009 wygasła mu umowa z Jagiellonią. W grudniu 2008 roku podpisał kontrakt z Koroną Kielce, z której odszedł w 2010 roku. Następnie związał się umową z Podbeskidziem Bielsko-Biała. W latach 2014–2015 reprezentował barwy łotewskiego FK Jelgava, z którym zdobył puchar krajowy. W roku 2016 przeniósł się do III-ligowego Bałtyku Gdynia, w którym zakończył karierę.

## Sukcesy

### Drużynowe

#### FK Jelgava
- Puchar Łotwy (1): 2014/15

## Kariera

### Kluby krakowskie
Dariusz Łatka swoją piłkarską karierę rozpoczynał w Wawelu Kraków. W rundzie wiosennej sezonu 1995/1996 trafił do Wisły Kraków. Z juniorami tego klubu, które prowadził Wojciech Stawowy, w 1996 i 1997 roku został dwukrotnie mistrzem Polski tej kategorii wiekowej. Jesienią sezonu 1997/1998 został włączony do rezerw, a następnie do pierwszego zespołu Wisły. 20 maja 1998 zadebiutował w Ekstraklasie w spotkaniu z Dyskobolią Grodzisk Wielkopolski, zmieniając w drugiej połowie Marka Zająca. Później dostał jeszcze szansę zaprezentowania swoich umiejętności w spotkaniach z Pogonią Szczecin, Stomilem Olsztyn i Petrochemią Płock. Wisła w tabeli uplasowała się na wysokim, trzecim miejscu.
W następstwie poważnych wzmocnień poczynionych przez trenerów Wojciecha Łazarka, a potem Franciszka Smudę, Łatka utracił miejsce w składzie Wisły i przeszedł na zasadzie wypożyczenia do drugoligowego Wawelu Kraków. W barwach lokalnego rywala rozegrał osiem meczów i spisywał się dobrze, aczkolwiek po rundzie jesiennej wrócił do rezerw Wisły, ze względu na kłopoty finansowe Wawelu. Przed sezonem 1999/2000 Łatka został wypożyczony do innego krakowskiego klubu – Hutnika. W nowym zespole szybko wywalczył sobie miejsce w podstawowym składzie oraz był wyróżniającym się graczem. Strzelił cztery gole, zaś drużyna spadła z drugiej ligi, jednak po roku przerwy powróciła do niej.

### Jagiellonia Białystok
W przerwie zimowej sezonu 2001/2002, w obliczu problemów finansowych klubu, Łatka przeniósł się do Jagiellonii Białystok, której trenerem był Wojciech Łazarek. Szybko wywalczył sobie miejsce w podstawowym składzie, zaś w kolejnych rozgrywkach strzelił siedem goli i pomógł swojemu zespołowi w awansie do drugiej ligi. Sezon 2003/2004 rozpoczął od występu w dwóch meczach pucharu Polski. W pierwszej kolejce rozgrywek ligowych, w spotkaniu z RKS-em Radomsko, na boisku pojawił się w drugiej połowie, zmieniając Dzidosława Żuberka. Od następnego pojedynku regularnie grał w podstawowym składzie i szybko stał się liderem środka pola w Jagiellonii. W rundzie wiosennej zdobył pięć bramek, w tym cztery, które przyczyniły się do zdobycia przez jego zespół jakichkolwiek punktów. Jagiellonia ukończyła rozgrywki na dziewiątym miejscu w tabeli.
W sezonie 2004/2005 Łatka nadal był podstawowym zawodnikiem Jagiellonii, jednak nie wykazywał się już tak dużą skutecznością jak w poprzednich rozgrywkach. Zdobył jednego gola w październikowym spotkaniu z RKS-em Radomsko. W grudniu przedłużył swoją umowę o kolejne trzy lata. W marcowym pojedynku z GKS-em Bełchatów nie strzelił rzutu karnego, a jego klub przegrał tamten mecz 0:2. Pomimo swojej waleczności został tylko trzykrotnie ukarany żółtymi kartkami. Jagiellonia uplasowała się w lidze na szóstym miejscu. Po udanej rundzie wiosennej wzbudził zainteresowanie klubów z pierwszej ligi polskiej i belgijskiej, jednak zdecydował się pozostać w białostockim zespole. W sezonie 2005/2006 przez dłuższy okres leczył kontuzję, co spowodowało, że wiosną zagrał tylko w sześciu meczach ligowych. Wystąpił również w spotkaniach barażowych z Arką Gdynia, której Jagiellonia nie sprostała i przegrała oba pojedynki.
Pomimo pewnego miejsca w składzie w rundzie jesiennej sezonu 2006/2007, na początku 2007 roku Łatka dostał od klubu wolną rękę w poszukiwaniu nowego pracodawcy. Pozyskaniem zawodnika zainteresowany był trener Wisły Kraków, Adam Nawałka. W lutym Łatka przebywał z krakowskim zespołem na zgrupowaniu w Turcji, gdzie dobrze prezentował się w meczach sparingowych. Pomiędzy Wisłą a piłkarzem nie doszło jednak do porozumienia odnośnie do warunków kontraktowych. Ostatecznie powrócił do Jagiellonii i po raz kolejny wywalczył sobie miejsce w pierwszej jedenastce. W sezonie 2006/2007 białostocki zespół uplasował się na drugim miejscu w tabeli drugiej ligi i wywalczył awans do Orange Ekstraklasy.
28 lipca 2007 roku, po ponad dziewięciu latach, Łatka ponownie zagrał w meczu Ekstraklasy. Wystąpił wówczas przez pełne 90. minut w spotkaniu z Polonią Bytom. Następnie regularnie pojawiał się na boisku. Najczęściej ustawiany był na prawej bądź lewej obronie. W sezonie 2007/2008 zanotował 22 ligowe występy, pięć w Pucharze Ekstraklasy oraz jedno w Pucharze Polski. Jeden raz wystąpił również w meczu Młodej Ekstraklasy. Jagiellonia uplasowała się na 14. miejscu w tabeli, mając zaledwie jeden punkt przewagi nad strefą spadkową. W rundzie jesiennej sezonu 2008/2009 tylko cztery razy zagrał w pierwszym składzie swojego zespołu. W przerwie zimowej jego kontrakt z Jagiellonią wygasł, a zarząd klubu nie wykazał chęci jego przedłużenia. Przez siedem lat występów w klubie z Białegostoku, Łatka rozegrał w nim 201 meczów i strzelił 18 goli.

### Korona Kielce
W grudniu 2008 roku Łatka podpisał półtoraroczny kontrakt z Koroną Kielce. Z nowym zespołem w styczniu 2009 wystąpił na poznańskim turnieju Remes Cup Extra, gdzie jego drużyna zajęła czwarte miejsce. Następnie wraz z Koroną pojechał na obóz przygotowawczy do Bielska-Białej oraz Wronek. W marcu został oficjalnie zaprezentowany przed kibicami na specjalnej prezentacji. W dwóch otwierających rundę wiosenną meczach z Widzewem Łódź oraz Stalą Stalowa Wola Łatka nie zagrał. W Koronie zadebiutował dopiero w trzecim spotkaniu, rozegranym 27 marca przeciwko Podbeskidziu. Wyszedł w nim na środku pomocy obok Cezarego Wilka i zaprezentował się bardzo dobrze – imponował spokojem w rozgrywaniu akcji oraz świetnie zatrzymywał akcje bielszczan. Do końca rundy regularnie pojawiał się na boisku. Występował na różnych pozycjach w obronie i w pomocy. Prezentował równą formę i dużą waleczność. Strzelił także ważnego gola głową w przedostatniej kolejce ligowej w spotkaniu z Flotą Świnoujście. Korona w lidze zajęła trzecie miejsce i uzyskała prawo gry w barażach. W lipcu, dzięki decyzji Komisji ds. Nagłych PZPN bezpośrednio awansowała do Ekstraklasy.
Sezon 2009/2010 Łatka rozpoczął od występu w podstawowym składzie przeciwko Polonii Warszawa. Na początku rundy jesiennej grał dobrze i był kluczowym piłkarzem Korony. Jego akcje skrzydłami wprowadzały sporo zamieszania w szykach obronnych rywali. W meczu dziewiątej kolejki z GKS-em Bełchatów nastąpił duży kryzys formy. Skrzydłowy był jednym z najgorszych zawodników na boisku. Zanotował wiele strat, które mogły skutkować jeszcze wyższą wygraną GKS-u. Przez to spotkanie Łatka w czterech kolejnych rywalizacjach siedział na ławce rezerwowych. W końcówce rundy dostał ponowną szansę pokazania swoich umiejętności i zagrał w ostatnich czterech pojedynkach. W przerwie zimowej do klubu dołączyło trzech pomocników. Spowodowało to większa rywalizację o miejsce w składzie. W pierwszych meczach piłkarz nie mieścił się w kadrze meczowej i występował w spotkaniach Młodej Ekstraklasy. W najwyższej klasie rozgrywkowej wiosną po raz pierwszy zagrał w pojedynku z Wisłą Kraków, w którym zaprezentował się z dobrej strony. Miał również dogodną szansę na zdobycie gola, ale jego strzał z ostrego kąta wybronił Marcin Juszczyk. Kielecki klub sprawił dużą niespodziankę i wygrał 1:0, czym zmniejszył szanse Wisły na zdobycie mistrzostwa Polski. Później wystąpił również w meczach z Lechią Gdańsk oraz Zagłębiem Lubin, zaś Korona uplasowała się w tabeli na szóstym miejscu. Pod koniec maja zarząd klubu ogłosił, iż nie zostanie przedłużony kontrakt Łatki, który kończył się w czerwcu.

### Podbeskidzie Bielsko-Biała
W lipcu 2010 Łatka testowany był przez sztab szkoleniowy Podbeskidzia Bielsko-Biała, zagrał 45 minut w sparingu z Odrą Wodzisław Śląski, a następnie podpisał roczny kontrakt z bielskim klubem. W Podbeskidziu występował do końca sezonu 2014/2015.

### FK Jelgava
W lipcu 2014 roku Dariusz Łatka został zawodnikiem łotewskiego FK Jelgava, z którym wywalczył puchar krajowy.

### Bałtyk Gdynia
19 grudnia 2015 roku Łatka został piłkarzem III-ligowego Bałtyku Gdynia. Na początku sezonu 2016/2017 odszedł z Bałtyku, kończąc piłkarską karierę.

## Statystyki
| Sezon         | Klub                       | Liga        | Mecze | Gole |
| ------------- | -------------------------- | ----------- | ----- | ---- |
| 1997/1998 (w) | Wisła Kraków               | Ekstraklasa | 4     | 0    |
| 1998/1999 (j) | Wawel Kraków               | II liga     | 8     | 0    |
| 1998/1999 (w) | Wisła Kraków               | Ekstraklasa | 0     | 0    |
| 1999/2000     | Hutnik Kraków              | II liga     | 41    | 4    |
| 2000/2001     | Hutnik Kraków              | III liga    | 33    | 0    |
| 2001/2002 (j) | Hutnik Kraków              | II liga     | 20    | 0    |
| 2001/2002 (w) | Jagiellonia Białystok      | II liga     | 12    | 0    |
| 2002/2003     | Jagiellonia Białystok      | III liga    | 24    | 7    |
| 2003/2004     | Jagiellonia Białystok      | II liga     | 30    | 5    |
| 2004/2005     | Jagiellonia Białystok      | II liga     | 29    | 1    |
| 2005/2006     | Jagiellonia Białystok      | II liga     | 19    | 2    |
| 2006/2007     | Jagiellonia Białystok      | II liga     | 28    | 0    |
| 2007/2008     | Jagiellonia Białystok      | Ekstraklasa | 22    | 0    |
| 2008/2009 (j) | Jagiellonia Białystok      | Ekstraklasa | 9     | 0    |
| 2008/2009 (w) | Korona Kielce              | I liga      | 10    | 1    |
| 2009/2010     | Korona Kielce              | Ekstraklasa | 15    | 0    |
| 2010/2011     | Podbeskidzie Bielsko-Biała | I liga      | 25    | 0    |
| 2011/2012     | Podbeskidzie Bielsko-Biała | Ekstraklasa | 25    | 0    |
| 2012/2013     | Podbeskidzie Bielsko-Biała | Ekstraklasa | 25    | 0    |
| 2013/2014     | Podbeskidzie Bielsko-Biała | Ekstraklasa | 30    | 1    |
| 2014 (j)      | FK Jelgava                 | Virslīga    | 13    | 1    |
| 2015 (w)      | FK Jelgava                 | Virslīga    | 17    | 0    |
| 2015/2016 (w) | Bałtyk Gdynia              | III liga    | 13    | 0    |
| 2016/2017 (j) | Bałtyk Gdynia              | III liga    | 1     | 0    |